# Diócesis de Nellore
La diócesis de Nellore (en latín: Dioecesis Nellorensis y en inglés: Roman Catholic Diocese of Nellore) es una circunscripción eclesiástica de la Iglesia católica en India. Se trata de una diócesis latina, sufragánea de la arquidiócesis de Visakhapatnam. Desde el 7 de diciembre de 2006 su obispo es Moses Doraboina Prakasam.

## Territorio y organización
La diócesis tiene 30 800 km² y extiende su jurisdicción sobre los fieles católicos de rito latino residentes en el estado de Andhra Pradesh en los distritos de Nellore y Prakasam (excepto el taluk de Adoni), antes de la reforma administrativa de 2022.
La sede de la diócesis se encuentra en la ciudad de Nellore, en donde se halla la Catedral de San José.
En 2021 en la diócesis existían 85 parroquias.

## Historia
La diócesis fue erigida el 3 de julio de 1928 con la bula Ad maius Religionis del papa Pío XI, derivando el territorio de la arquidiócesis de Madrás (hoy arquidiócesis de Madrás y Meliapor), de la que originalmente era sufragánea.
El 13 de febrero de 1940 cedió una parte de su territorio para la erección de la diócesis de Guntur mediante la bula Quo Sacrorum Antistites del papa Pío XII.
El 19 de septiembre de 1953 pasó a formar parte de la provincia eclesiástica de la arquidiócesis de Hyderabad.
El 12 de junio de 1967 cedió una porción de su territorio para la erección de la diócesis de Kurnool mediante la bula Munus apostolicum del papa Pablo VI.
El 19 de octubre de 1976 cedió otra porción de su territorio para la erección de la diócesis de Cuddapah mediante la bula Quoniam ad recte del papa Pablo VI.
El 12 de marzo de 1977 se amplió con porciones de territorio que pertenecían a las diócesis de Guntur y Kurnool mediante el decreto Quo facilius de la Congregación de Propaganda Fide.
El 16 de octubre de 2001 se convirtió en sufragánea de la arquidiócesis de Visakhapatnam.

## Estadísticas
Según el Anuario Pontificio 2022 la diócesis tenía a fines de 2021 un total de 88 900 fieles bautizados.
| Año                                                                             | Población            | Población | Población      | Sacerdotes | Sacerdotes    | Sacerdotes    | Bautizados por sacerdote | Diáconos permanentes | Religiosos | Religiosos | Parroquias |
| Año                                                                             | Bautizados católicos | Total     | % de católicos | Total      | Clero secular | Clero regular | Bautizados por sacerdote | Diáconos permanentes | Varones    | Mujeres    | Parroquias |
| ------------------------------------------------------------------------------- | -------------------- | --------- | -------------- | ---------- | ------------- | ------------- | ------------------------ | -------------------- | ---------- | ---------- | ---------- |
| 1950                                                                            | 24 593               | 5 000     | 0.5            | 58         | 20            | 38            | 424                      |                      | 1          | 49         | 30         |
| 1970                                                                            | 44 753               | 5 303 710 | 0.8            | 54         | 50            | 4             | 828                      |                      | 6          | 72         |            |
| 1980                                                                            | 36 308               | 3 670 000 | 1.0            | 36         | 27            | 9             | 1008                     |                      | 10         | 138        | 33         |
| 1990                                                                            | 47 126               | 4 673 391 | 1.0            | 56         | 49            | 7             | 841                      |                      | 7          | 188        | 41         |
| 1999                                                                            | 62 871               | 6 086 787 | 1.0            | 105        | 100           | 5             | 598                      |                      | 5          | 219        | 68         |
| 2000                                                                            | 64 737               | 6 115 154 | 1.1            | 101        | 97            | 4             | 640                      |                      | 6          | 210        | 69         |
| 2001                                                                            | 66 862               | 6 343 462 | 1.1            | 104        | 100           | 4             | 642                      |                      | 6          | 218        | 72         |
| 2002                                                                            | 68 765               | 6 531 312 | 1.1            | 119        | 111           | 8             | 577                      |                      | 10         | 224        | 79         |
| 2003                                                                            | 69 204               | 6 499 534 | 1.1            | 113        | 107           | 6             | 612                      |                      | 8          | 220        | 74         |
| 2004                                                                            | 79 765               | 6 601 312 | 1.2            | 118        | 110           | 8             | 675                      |                      | 10         | 233        | 79         |
| 2013                                                                            | 84 000               | 7 398 000 | 1.1            | 136        | 116           | 20            | 617                      |                      | 20         | 243        | 83         |
| 2016                                                                            | 85 230               | 7 689 000 | 1.1            | 128        | 107           | 21            | 665                      |                      | 21         | 257        | 86         |
| 2019                                                                            | 87 700               | 7 952 800 | 1.1            | 155        | 134           | 21            | 565                      |                      | 21         | 250        | 88         |
| 2021                                                                            | 88 900               | 6 424 615 | 1.4            | 126        | 105           | 21            | 705                      |                      | 21         | 257        | 85         |
| Fuente: Catholic-Hierarchy, que a su vez toma los datos del Anuario Pontificio. |                      |           |                |            |               |               |                          |                      |            |            |            |

## Episcopologio
- William Joseph Anthony Bouter, M.H.M. † (28 de mayo de 1929-16 de marzo de 1970 falleció)
- Bala Shoury Thumma † (16 de marzo de 1970 por sucesión-4 de agosto de 1973 renunció)
- Pudhota Chinniah Balaswamy † (17 de diciembre de 1973-7 de diciembre de 2006 retirado)
- Moses Doraboina Prakasam, desde el 7 de diciembre de 2006